# 4. südgrönländischer Landesratswahlkreis
Der 4. südgrönländische Landesratswahlkreis war von 1911 bis 1951 ein Landesratswahlkreis in Südgrönland. Der Wahlkreis umfasste die Gemeinden Qaqortoq und Saarloq im Kolonialdistrikt Julianehaab.

## Vertreter
Folgende Personen vertraten den Wahlkreis:
| Wahlperiode | Landesrat                                       | Stellvertreter                       | Anmerkung                          |
| ----------- | ----------------------------------------------- | ------------------------------------ | ---------------------------------- |
| 1911–1916   | Johannes Josephsen                              | Hans Jacobsen                        | Stellvertreterwahl 1911 ungültig   |
| 1917–1922   | Pavia Høegh                                     | Otto Berthelsen                      |                                    |
| 1923–1926   | John Høegh                                      | Josef Kleist                         |                                    |
| 1927–1932   | Pavia Høegh                                     | ?                                    |                                    |
| 1933–1938   | Axel Laurent-Christensen (nicht 1936, 1938)     | Pavia Høegh (1936, 1938)             |                                    |
| 1939–1944   | Hans Lynge                                      | ?                                    |                                    |
| 1945–1950   | Hans Lynge (nicht 1946, 1947, 1948, 1949, 1950) | Klaus Lynge (1946, 1947, 1948, 1950) | 1949 Nachwahl von Frederik Nielsen |